# Dyschirus pumilus
Dyschirus pumilus är en skalbaggsart som beskrevs av Pierre François Marie Auguste Dejean. Dyschirus pumilus ingår i släktet Dyschirus och familjen jordlöpare. Inga underarter finns listade i Catalogue of Life.